# Fred Duprez
Fred Duprez (6 de setembro de 1884 – 27 de outubro de 1938) foi um ator e comediante norte-americano, que atuou principalmente em filmes britânicos. Ele também foi escritor, e escreveu o popular farsa fase My Wife's Family, filmado três vezes na Grã-Bretanha, primeiro em 1931; uma vez na Suécia em 1932; e outra na Finlândia, em 1933.
Fred Duprez nasceu na cidade de Detroit, no estado de Michigan e morreu vítima de um ataque cardíaco a bordo de um navio a caminho para a Inglaterra. Ele era o pai da atriz June Duprez (en).

## Filmografia selecionada
- My Old Duchess (1933)
- Love, Life and Laughter (1934)
- Dark World (1935)
- No Monkey Business (1935)
- All That Glitters (1936)
- You Must Get Married (1936)
- Ball at Savoy (1936)
- Gypsy Melody (1936)
- Queen of Hearts (1936)
- The Big Noise (1936)
- Hearts of Humanity (1936)
- Cafe Colette (1937)
- Knights for a Day (1937)
- Head over Heels (1937)
- Hey! Hey! USA (1938) (en)
- Take Off That Hat (1938)
- Kathleen Mavourneen (1938)
- O-Kay for Sound (1940)